# 須田慎太郎
須田 慎太郎（すだ しんたろう、1957年 - ）は、日本の写真家。千葉県出身。日本大学芸術学部写真学科卒業。
日本大学在学中に教授に就任した報道写真家の三木淳に師事する。

## 人物
歌舞伎町の潜入取材を試みた際には、新宿ゴールデン街でバーを経営する奥山彰彦に依頼し、バーの店員として雇ってもらっていた。その後、歌舞伎町の繁華街で隠し撮りするなどして取材していたが、それに気づいたヤクザに脅され、フィルムを渡すように凄まれた。咄嗟に未撮影のフィルムを渡したが、すぐに見抜かれてヤクザに追いかけられたため、働いていたバー「奥亭」の所在する新宿ゴールデン街に逃げ込むといったトラブルにも見舞われている。

## 略歴
- 1957年　千葉県に生まれる
- 1976年　日本大学芸術学部写真学科入学
- 1978年　JPS日本写真家協会展奨励賞受賞
- 1978年　APA日本広告写真家協会国際写真展奨励賞受賞
- 1980年　卒業写真展委員長 同大学卒業。芸術学部賞受賞。

## 写真展
- 1978年（昭和58年）　「ウォンテッド」-　銀座ニコンサロン
- 1983年（昭和58年）　「人間界 シャバ・シャバ」-　銀座ニコンサロン
- 1984年（昭和59年）　「エーゲ永遠回帰の海」-　フジフォトサロン
- 1986年（昭和61年）　「人間界 シャバ・シャバ２」-　銀座ニコンサロン
- 1988年（昭和63年）　「THE AMBASSADORS TO JAPAN-駐日大使の素顔」-　新宿ニコンサロン／大阪ニコンサロン／ギャラリー東栄
- 1992年（平成04年）　「人間パフォーマンス」-　銀座ニコンサロン
- 1995年（平成07年）　「緊張の糸はきれたか」-　フジフォトサロン
- 1995年（平成07年）　「鯨を捕る・鯨組の末裔たち」-　銀座ニコンサロン
- 2000年（平成12年）　「人間とは何か」-　銀座ニコンサロン

## 写真集
- 1981年（昭和56年）　「日光東照宮」-　中央公論社（ムック）
- 1983年（昭和58年）　「海の聖地・金毘羅」-山陽新聞社（ムック）
- 1989年（平成01年）　「THE AMBASSADORS TO JAPAN - 駐日大使の素顔」-　フォトルミエール/MI通信社
- 1995年（平成07年）　「鯨を捕る・鯨組の末裔たち」-　翔泳社
- 1995年（平成07年）　「スキャンダラス報道の時代－80年代」-　翔泳社
- 1999年（平成11年）　「人間とはなにか」-　集英社
- 2002年（平成14年）　「ももがおしえてくれること」-　主婦の友社
- 2002年（平成14年）　「しあわせももちゃん」-　書籍情報社
- 2004年（平成16年）　「新宿情話」-　バジリコ
- 2004年（平成16年）　「パンの本」-　書籍情報社
- 2005年（平成17年）　「エーゲ 永遠回帰の海」-　書籍情報社
- 2007年（平成19年）　「あかいひと」-　バジリコ
- 2007年（平成19年）　「パンの本2」-　書籍情報社
- 2007年（平成19年）　「パピヨンと歩こっ！」-　バークレー出版
- 2011年（平成23年）　「本土の人間は知らないが、沖縄の人はみんな知っていること 沖縄・米軍基地ガイド」-　書籍情報社
- 2011年（平成23年）　「鯨を捕る・鯨組の末裔たち」-　フォートレス（電子書籍）
- 2011年（平成23年）　「沖縄の米軍基地・U.S. Military Bases in Okinawa」-　フォートレス（電子書籍）
- 2011年（平成23年）　「立花隆と「エーゲ永遠回帰の海」へ」-　フォートレス（電子書籍）
- 2012年（平成24年）　「ライフセーバーズ」-　フォートレス（電子書籍）
- 2012年（平成24年）　「OZE - FLOWER POWER」-　フォートレス（電子書籍）
- 2012年（平成24年）　「エーゲ永遠回帰の海」-　フォートレス（電子書籍）

## その他
- 1986年（昭和61年）　日本写真協会新人賞受賞[2]
- 2005年（平成17年）　国際写真誌「ZOOM Japan」編集長に就任（2007年まで）
- 2011年（平成23年）　日本写真家協会創立60周年記念「おんな―立ち止まらない女性たち-」展（東京・横浜・京都・新潟・韓国）に参加。